# Bolborhynchus ferrugineifrons
Il parrocchetto fronterossiccia (Bolborhynchus ferrugineifrons Lawrence, 1880) è un uccello della famiglia degli Psittacidi.
Affine al B. lineola e praticamente identico eccetto l'effetto barratura, il B. ferrugineifrons è tutto verde con mascherina facciale color ruggine, poco estesa ma evidente. Vive nelle Ande in Colombia, a quote tra i 3200 e i 4000 metri. Ha taglia attorno ai 17 cm.